# Sakiet Ezzit
Sakiet Ezzit (arabe : ساقية الزيت) est une ville tunisienne de la banlieue nord de Sfax.
Rattachée administrativement au gouvernorat de Sfax, elle est le centre d'une délégation comptant 72 481 habitants en 2006, et constitue une municipalité comptant 53 243 habitants en 2014.

## Géographie
Elle constitue la municipalité de banlieue la plus ancienne (créée en 1957) et la plus importante de l'agglomération de Sfax.
Située à sept kilomètres du centre de Sfax, elle bénéficie de la seule liaison ferroviaire de l'agglomération et s'est développée de part et d'autre du principal axe routier traversant l'agglomération, la RN1, qui relie Sfax à Tunis. Elle bénéficie également d'une liaison directe avec l'A1 reliant M'saken à Sfax et inaugurée en août 2008 ; cette autoroute doit être prolongée jusqu'à Gabès et devrait être opérationnelle à l'horizon 2014.
Elle fait aujourd'hui l'objet d'un projet d'aménagement foncier au sein de l'agglomération sfaxienne destiné à enrayer le développement très important de l'« habitat spontané ». Il s'agit de la mise en place du « périmètre d'intervention foncière de Sakiet Ezzit » qui concerne un espace de 350 hectares situé à deux kilomètres au nord du centre de la ville, à El Ons, destiné à aménager des logements pour 35 000 personnes (sur le tiers de la superficie totale).

## Économie

### Secteurs
Comme son nom l'indique, Sakiet Ezzit est un grand centre de transformation et de commercialisation des olives. Avec Gremda, le gouvernorat de Sfax assure en effet 40 % de la production nationale. Elle accueille 25 huileries traditionnelles ou modernes.
Aujourd'hui, ses activités évoluent vers les services : Sakiet Ezzit abrite ainsi le plus grand centre de visite technique automobile de la région, avec une cadence tournant autour de 100 véhicules contrôlés quotidiennement. Elle abrite aussi neuf agences bancaires, un bureau de poste et plusieurs autres établissements de service (CNSS, CNAM, recette de finance, etc.).

### Technopole
La ville abrite l'une des six technopoles de Tunisie, située dans le quartier El Ons. Cette dernière a commencé ses activités en 2007, à la suite d'une étude menée par la chambre de commerce et d'industrie de Sfax et financée par l'Agence des États-Unis pour le développement international ; celle-ci a montré que le contexte économique local était favorable au développement d'un parc technologique axé sur les technologies de l'information et de la communication et que les perspectives à court, moyen et long termes étaient prometteuses.
La technopole s'est spécialisée dans l'informatique et le multimédia ; sa construction est planifiée sur vingt ans, passant de 86 000 m2 de superficie atteint au terme des cinq premières années — accueillant soixante entreprises et offrant 2 300 emplois — à 233 000 m2, offrant ainsi une capacité d'accueil globale de 155 entreprises et de 8 100 emplois. Elle abrite à ce jour deux établissements d'enseignement supérieur et une pépinière d'entreprises, dont les plus grandes SSII du pays comme Telnet. Dans le futur, la technopole devrait regrouper des établissements de formation, des organismes de recherche, un pôle de transfert technologique, des composantes de production et un parc d'activité (administration, hôtellerie, centre de conférences, etc.).

### Enseignement et formation
À la rentrée de 2013, la cité universitaire El-Ons de Sakiet Ezzit devrait abriter plus de 8 000 étudiants, répartis sur les établissements suivants :
- Institut supérieur d'informatique et de multimédia ;
- École nationale d'électronique et des télécommunications de Sfax (ENET'Com)
- Institut supérieur d'électronique et de communication ;
- Institut supérieur de gestion industrielle ;
- Centre de recherche en informatique, multimédia et traitement numérique ;
- Centre de formation en électronique ;
- Centre de formation en cuir et chaussures ;

La cité comporte aussi un restaurant et une résidence universitaire.
Pour ce qui concerne l'enseignement secondaire et de base, Sakiet Ezzit possède trois lycées d'enseignement secondaire, trois collèges et quatorze écoles primaires.

## Culture
En février 2009, Sakiet Ezzit a organisé la première session d'un festival de l'huile d'olive. Elle organise aussi chaque année dans la même période le festival de cinéma de l'enfant et le festival d'el-Oud.

## Sport
Sakiet Ezzit est équipée d'un petit complexe sportif : un stade de football et une salle couverte de 1 500 m2 de superficie. C'est là que s'entraînent les joueurs de son association sportive, le Club sportif de Sakiet Ezzit, qui évolue en division nationale A de handball. La ville possède aussi une maison des jeunes et de la culture, une bibliothèque publique et un club pour enfants.